# Amt Werder
Das Amt Werder war ein 1992 gebildetes Amt in Brandenburg, in dem zunächst acht Gemeinden im damaligen Kreis Potsdam-Land (heute Landkreis Potsdam-Mittelmark, Brandenburg) zu einer Verwaltungsgemeinschaft zusammengefasst waren. Amtssitz war die amtsfreie Stadt Werder (Havel). Das Amt Werder wurde 2003 wieder aufgelöst. Es hatte Ende 2000 9187 Einwohner und nach Eingliederung einiger Gemeinden in die Stadt Werder (Havel) Ende 2002 (mit 3 Gemeinden) noch 4396 Einwohner.

## Geographische Lage
Das Amt Werder lag im Nordosten des heutigen Landkreises Potsdam-Mittelmark. Es grenzte im Norden an das Amt Ketzin und die Landeshauptstadt Potsdam, im Osten an Potsdam und das Amt Schwielowsee, im Südosten und Süden ebenfalls an das Amt Schwielowsee und auf kurzer Erstreckung an das Amt Beelitz, und im Westen an die Ämter Lehnin und Groß Kreutz.

## Geschichte
Am 20. Juli 1992 erteilte der Minister des Innern des Landes Brandenburg seine Zustimmung zur Bildung des Amtes Werder. Als Zeitpunkt des Zustandekommens des Amtes wurde der 31. Juli 1992 festgelegt. Das Amt hatte seinen Sitz in der amtsfreien Stadt Werder (Havel). Es bestand zunächst aus acht Gemeinden im damaligen Kreis Potsdam-Land:
1. Bliesendorf
2. Glindow
3. Grube
4. Golm
5. Kemnitz
6. Phöben
7. Plötzin
8. Töplitz

Die Listung der Stadt Werder in der Bekanntmachung des Ministers des Innern vom 20. Juli 1992 (Amtsblatt für Brandenburg) ist sicher ein Irrtum, denn die Stadt Werder, obwohl Sitz des Amtes Werder, blieb amtsfrei. Das Amt Werder hatte zum Zeitpunkt der Gründung 7368 Einwohner.
Die Gemeinde Grube wurde bereits zum 5./6. Dezember 1993 in die Stadt Potsdam eingegliedert und schied aus dem Amt aus.
Die meisten Gemeinden des Amtes wurden sukzessive in die Stadt Werder (Havel) eingegliedert. Die Gemeinde Bliesendorf wurde zum 31. Dezember 1998 eingegliedert. Zum 31. Dezember 2000 folgte Plötzin. Zum 31. Dezember 2001 wurden Glindow, Kemnitz und Phöben eingegliedert.
Zum 26. Oktober 2003 wurde die Gemeinde Töplitz in die Stadt Werder (Havel) eingegliedert. Die Gemeinde Golm wurde zum selben Zeitpunkt per Gesetz in die Landeshauptstadt Potsdam eingegliedert, und das Amt Werder wurde aufgelöst. Ebenfalls zum 26. Oktober 2003 wurde die Gemeinde Derwitz des Amtes Groß Kreutz in die Stadt Werder (Havel) eingegliedert.

## Amtsdirektor
Das Amt Werder entstand nach dem sogenannten Amtsmodell 3, die Amtsgeschäfte der amtsangehörigen Gemeinden wurden von der Verwaltung der Stadt Werder (Havel) wahrgenommen. Der Bürgermeister der Stadt war zugleich Amtsdirektor des Amtes Werder. Erster und einziger Amtsdirektor war Werner Große, der 1989 Bürgermeister von Werder (Havel) wurde.

## Anmerkung
1. ↑   Das Amt hieß nur Werder, im Gegensatz zur Stadt Werder (Havel)